# 中村円太
中村 円太（なかむら えんた、天保6年9月6日（1835年10月27日） - 元治2年1月26日（1865年2月21日））は江戸時代末期（幕末）の福岡藩士、名は無二、通称は円太。変名に野唯人。
勤皇派の多い福岡藩内でも過激論者と知られ、脱藩して京都や長州を奔走した。

## 生涯
天保6年（1835年）、福岡藩士中村兵助の次男として生まれる。兄に中村用六、弟に中村恒次郎がいる。安政3年（1856年）、藩校修猷館の訓導に任命される。
安政6年、24歳の時に脱藩して江戸に渡り、大橋訥庵の門徒となる。
万延元年（1860年）3月3日の桜田門外の変を知ると突然福岡藩に帰国し、月形洗蔵、鷹取養巴らと筑前勤王党を設立して、藩主・黒田長溥の参勤交代を取り止めるように建白して捕らえられ、小呂島（現福岡市西区小呂島）に流刑となる（辛酉の獄）。
文久3年（1863年）2月、許されて帰藩。8月、京都の学習院に出仕となったが、上洛中に八月十八日の政変を知ると、長州藩にとどまった。12月に上洛するも藩命を無視したことで捕まって福岡に連れ戻され、桝小屋獄に投獄される。
元治元年（1864年）3月、筑前勤王党の志士達によって脱獄して長州へと落ちのびる。11月、高杉晋作に九州連合を提案。高杉は筑前国福岡に亡命。その後、九州連合を画策して各地を回るも、各藩説得を断念して福岡藩へ戻ってきた高杉を円太らは博多鰯町の石蔵卯平の邸に案内し、筑前勤皇党の面々と今後の対応を協議。晋作は対馬藩領田代に向かい、その後、野村望東尼の平尾山荘に潜伏。その後、高杉は長州に戻り、功山寺決起し、円太らは五卿の太宰府動座に尽力した。
元治2年（1865年）正月、長州に居た円太は突然、芸妓を連れて博多に現れる。円太は脱藩者であり、この無謀な行為は福岡藩内の尊皇攘夷派にとって危険行為であるため、同志らは藩外退去を要請したがこれを拒否したため、報光寺に拉致される。その後、同志達に包囲され切腹を迫られるも拒否したことでその場で暗殺された。享年31。
墓所は福岡市中央区の正光寺。
明治24年（1891年）、従四位を追贈された。